# Meridian-Gletscher
Der Meridian-Gletscher ist ein großer und 14 km langer Gletscher an der Fallières-Küste des Grahamlands auf der Antarktischen Halbinsel. Er fließt in südlicher Richtung entlang der Westflanke des Godfrey Upland zum Clarke-Gletscher, den er zwischen dem Behaim Peak und dem Elton Hill erreicht.
Die US-amerikanischen Polarforscher Finn Ronne und Carl R. Eklund (1909–1962) erkundeten den Gletscher im Januar 1941 bei der United States Antarctic Service Expedition (1939–1941). Bei der Ronne Antarctic Research Expedition (1947–1948) entstanden im November 1947 die ersten Luftaufnahmen. Der Falkland Islands Dependencies Survey nahm im Dezember 1958 Vermessungen des Gletschers vor. Das UK Antarctic Place-Names Committee benannte ihn 1962 so, da der Gletscher von Norden nach Süden entlang eines Meridians fließt.